# Plaque d'immatriculation espagnole
 (août 2024).

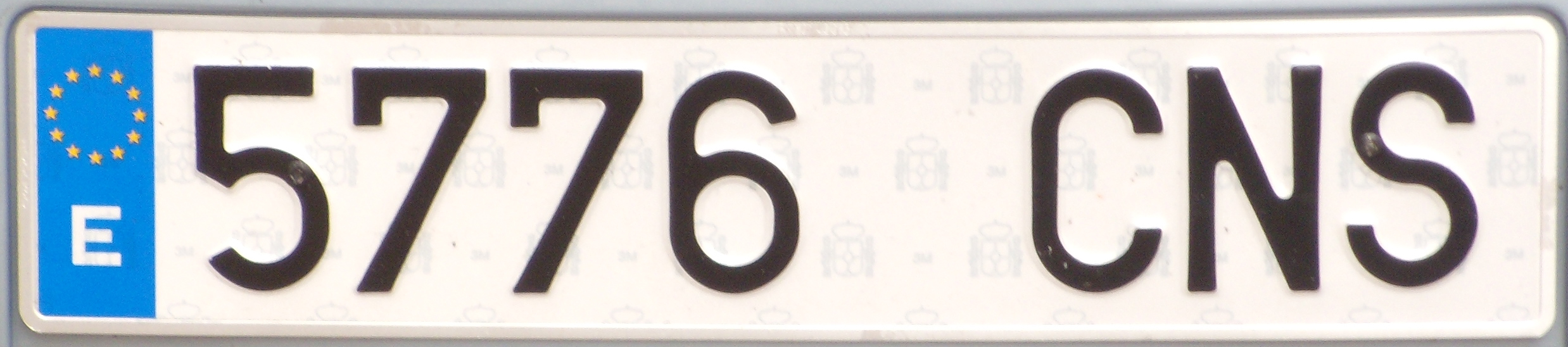
Plaque d'immatriculation espagnole

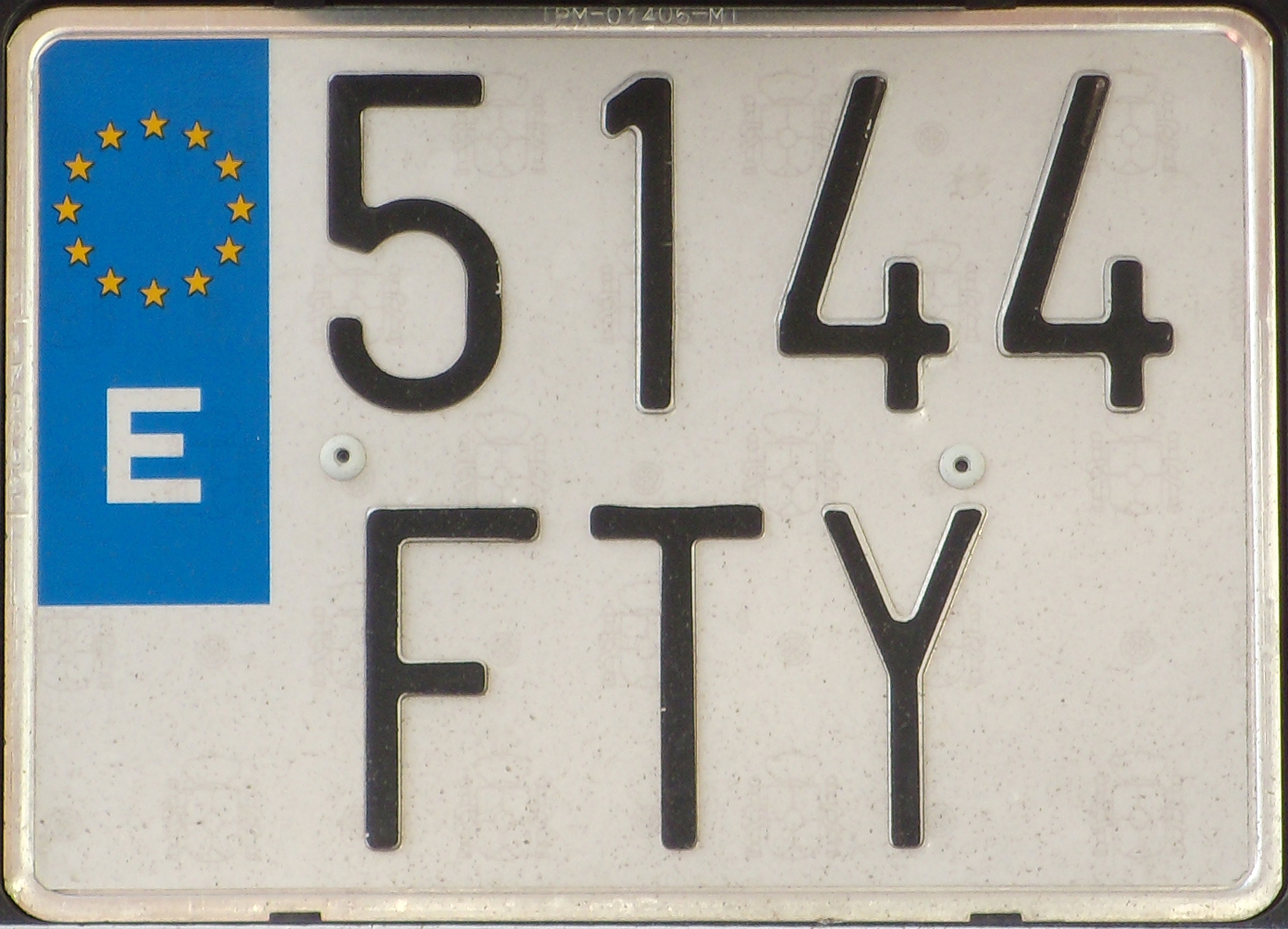
Plaque d'immatriculation espagnole, format carré pour moto

La plaque d'immatriculation espagnole est un dispositif permettant l'identification des véhicules espagnols.

## Caractéristiques
Elle mesure 52 x 11 cm (sauf pour les motos dont les plaques ont un format carré). Les lettres et chiffres sont dessinés en noir sur fond blanc. À gauche de la plaque se trouve un petit espace bleu contenant les étoiles européennes et la lettre "E" représentant l'Espagne (voir "Liste des codes internationaux des plaques minéralogiques").

## Numérotation actuelle
La numérotation actuellement en vigueur en Espagne a été mise en place le 18 septembre 2000. Il s'agit d'une numérotation nationale, sans mention comme précédemment de la province d'origine du véhicule. Elle suit le modèle  1234 BCD. Parmi les lettres utilisées, on trouve toutes les consonnes (excepté le Q et le Ñ) ainsi que la voyelle Y.

## Plaques spéciales

### Plaques blanches[1]

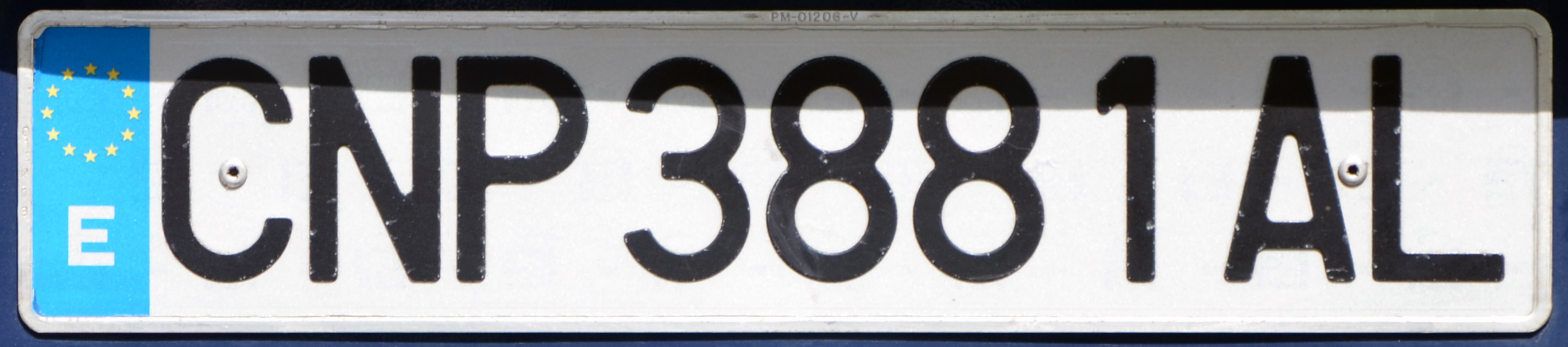
Plaque de véhicule de police nationale.

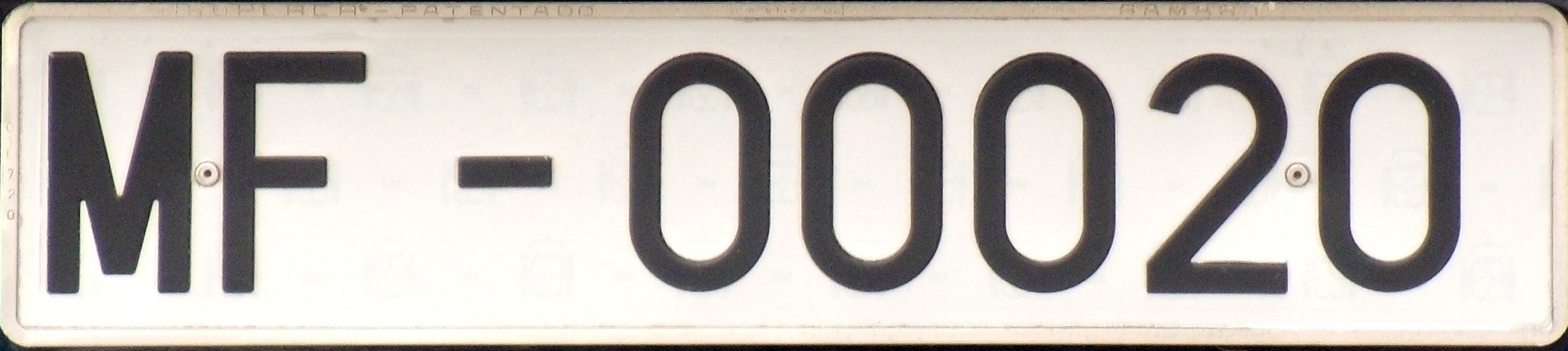
Plaque du Ministère des travaux publics.

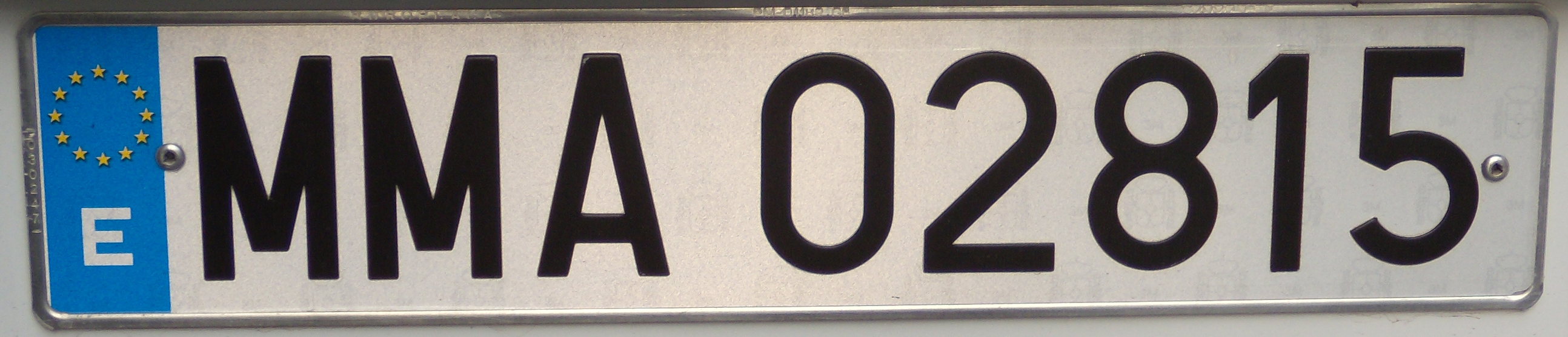
Plaque du Ministère de l'environnement.

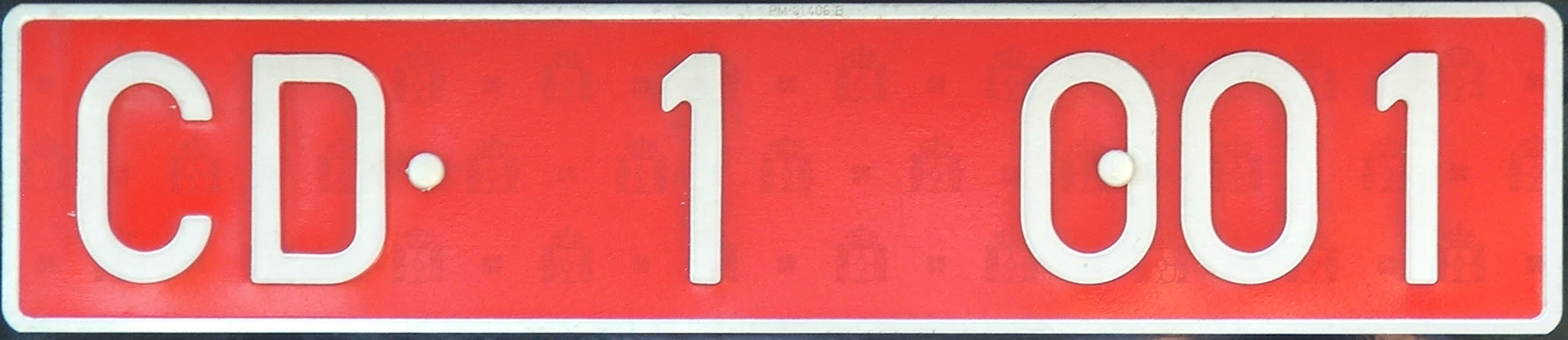
Plaque de corps diplomatique en Espagne.

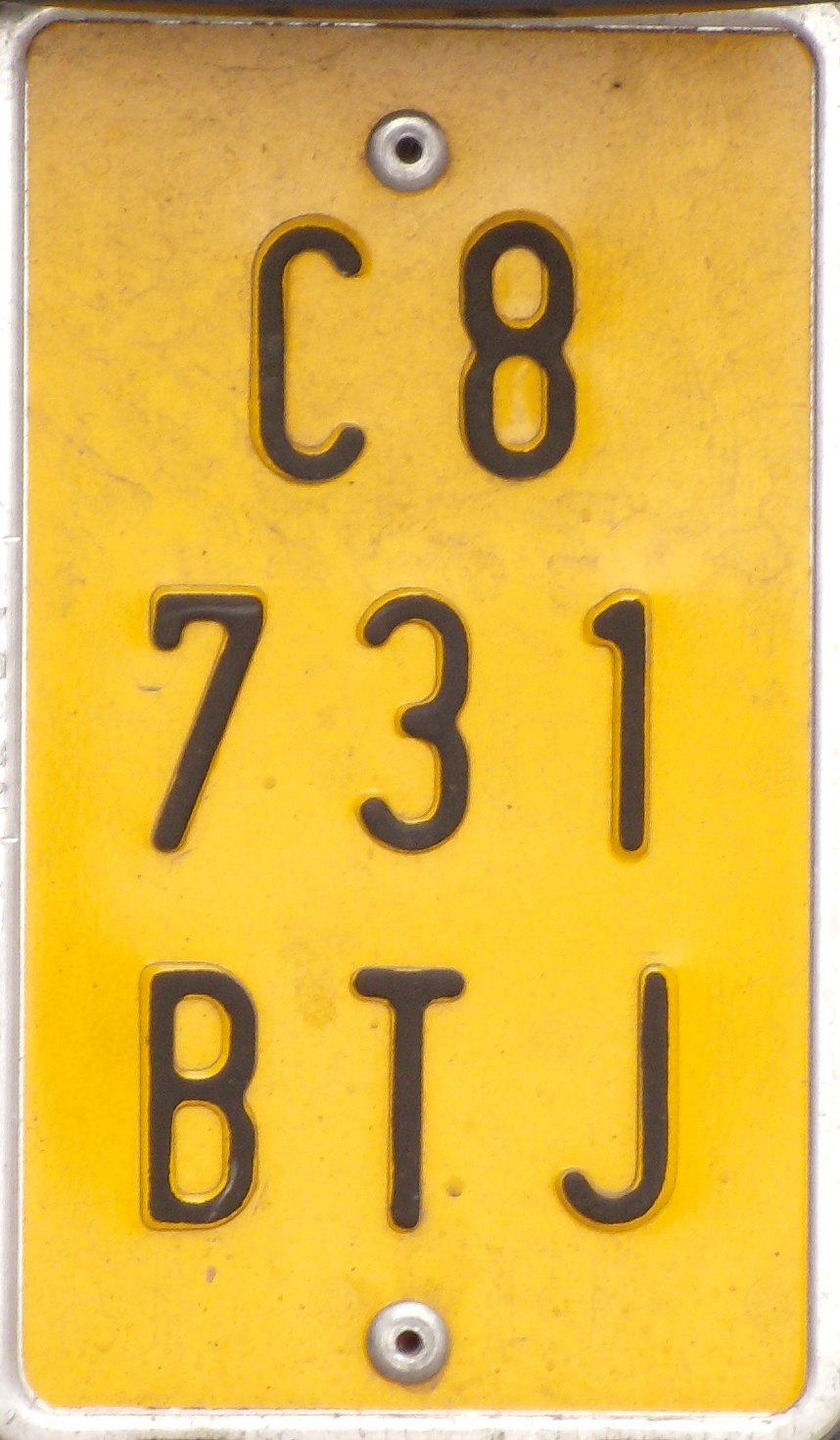
Plaque de moto de moins de 50 cm.

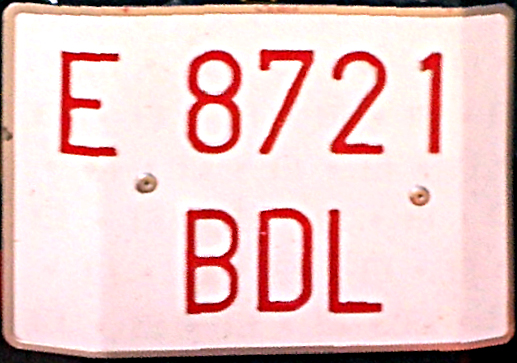
Plaque de véhicule spécial, ici une machine de chantier.

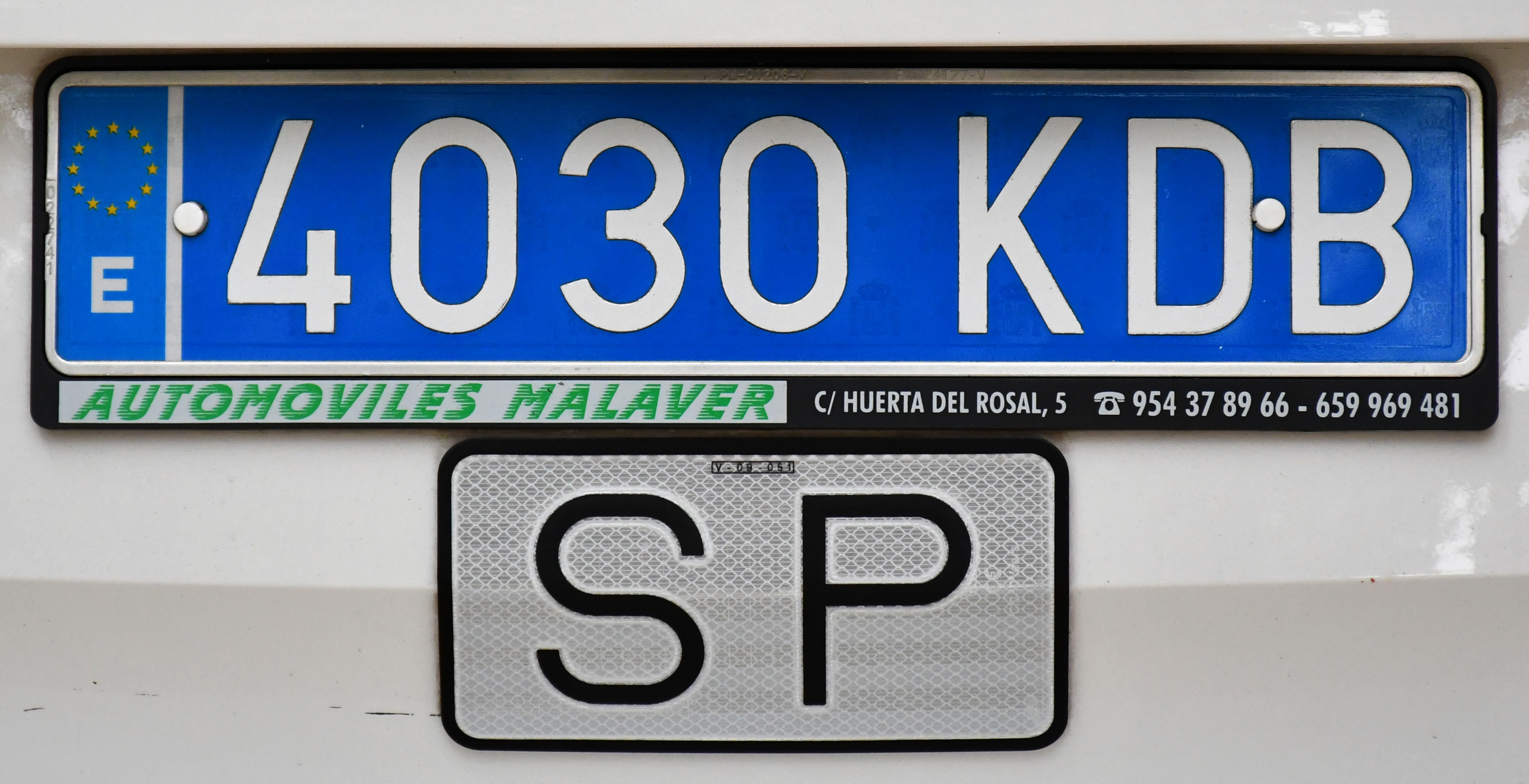
Plaque à fond bleu de taxi.

- Commençant par "CNP" - Police nationale (Cuerpo Nacional de Policía)
- Commençant par "E", lettres rouges : véhicules spéciaux (machines de chantier, quads, etc.)
- Commençant par "EA" - Armée de l'air (Ejército del Aire)
- Commençant par "ET" - Armée de terre (Ejército de Tierra)
- Commençant par "FAE" - Force alliées en Espagne (Fuerzas Aliadas en España)
- Commençant par "FN" - Forces navales (Fuerzas Navales)
- Commençant par "H" - Véhicules historiques
- Commençant par "MF" - Ministère des travaux publics (Ministerio de Fomento)
- Commençant par "MMA" - Ministère de l'environnement (Ministerio de Medio Ambiente)
- Commençant par "MOP" - N'existe plus. Ministerio de Obras Públicas. Substitué par MF.
- Commençant par "PGC" - Garde civile (Parque móvil de la Guardia Civil)
  - finissant par B, C, G, H ou S : services généraux
  - finissant par C ou D : détachements
  - finissant par E : services spéciaux
  - finissant par F : photocontrôle
  - finissant par I : renseignements
  - finissant par J, K, L, V, W, Y : motos
  - finissant par M : marchandises
  - finissant par N, O, Q ou T : véhicules tout terrain
  - finissant par P : bus cellulaires
  - finissant par R : représentation
  - finissant par X : side-cars
  - finissant par Z : véhicules spéciaux
- Commençant par "PME" - Administration (Parque Móvil del Estado)
- Commençant par "T", avec bande rouge à droite : voitures de transit temporaires, plaques touristiques (valable 6 mois)

### Plaques rouges[2]
- Commençant par "R", lettres noires : remorques de camions
- Commençant par "CD", lettres blanches : corps diplomatiques
- Commençant par "S" ou "V", lettres blanches : plaques provisoires, test-cars

### Autres couleurs[2]
- Plaques bleues avec texte en blanc : taxis et voitures de transport avec chauffeur, depuis 2018[3].
- Plaques bleues commençant par "OI" : Organismes Internationaux, suivi de deux groupes de numéros, dont le premier indique l'organisme, et le deuxième le numéro de véhicule. Par exemple la Commission Européenne OI 144 001, pour le premier véhicule immatriculé, OI 144 002, etc.
- Plaques vertes commençant par "CC" : Corps Consulaire, suivi de deux groupes de numéros, dont le premier indique le pays par ordre alphabétique du nom en espagnol, sauf le Vatican (1) et 9 pays, et le deuxième le numéro de véhicule. Par exemple CC 33 3 est le troisième véhicule du Consulat de Grèce. 'À partir de 2000, le deuxième groupe de numéros doit avoir 3 chiffres, pour éviter les confusions. Ainsi, CC 2 12 et CC 21 2 deviennent CC 2 012 et CC 21 002.
- Plaques jaunes commençant par "TA" : Employés consulaires avec passeport de service (Technique Administratif), suivis de 2 groupes de numéros comme les Consulats et les ambassades. TA 30 001 est le premier véhicule d'un employé du consulat de France.
- Petites plaques jaunes, commençant par "C", lettres noires : cyclomoteurs et motos de moins de 50 cm3.
- Plaques vertes commençant par "P", lettres blanches : plaques provisoires pour véhicules d'importation non dédouanés.

### Liste de numéros de plaques Diplomatiques (CD)-Consulaires (CC)- et Administratives (TA)[2]
1-Vatican
2-Allemagne
3-Arabie Saoudite
4-Algérie
5-Argentine
6-Australie
7-Autriche
8-Belgique
9-Bolivie
10-Brésil
11-Bulgarie
12-Cameroun
13-Canada
14-Colombie
15-Corée
16-Côte d'Ivoire
17-Costa Rica
18-Cuba
19-République Tchèque
20-Chili
21-Chine
22-Danemark
23-Équateur
24-Égypte
25-Le Salvador
26-Émirats Arabes Unis
27-États Unis
28-Philippines
29-Finlande
30-France
31-Gabon
32-Grande Bretagne
33-Grèce
34-Guatemala
35-Guinée Équatoriale
36-Haïti
37-Honduras
38-Hongrie
39-Inde
40-Indonésie
41-Irak
42-Iran
43-Irlande
44-Italie
45-Japon
46-Jordanie
47-Koweït
48-Liban
49-Libye
50-Maroc
51-Mauritanie
52-Mexique
53-Nicaragua
54-Nigeria
55-Norvège
56-Malte
57-Pays Bas
58-Pakistan
59-Panama
60-Paraguay
61-Pérou
62-Pologne
63-Portugal
65-République Dominicaine
66-Roumanie
67-Syrie
68-Afrique du Sud
69-Suède
70-Suisse
71-Thaïlande
72-Tunisie
73-Turquie
74-Russie
75-Uruguay
76-Venezuela
77-Yougoslavie
78-R. D. Congo
81-Qatar
83-Israël
84-Malaisie
85-Angola
144-Ukraine
107-Senegal

## Historique de l'immatriculation espagnole

### Plaques 1900
Le 31 octobre 1900 fut immatriculé le premier véhicule espagnol, une Clément. Au total 4 véhicules le furent cette année-là et 47 l'année suivante.
Chaque véhicule disposait alors de deux immatriculations : celle de la mairie pour circuler dans la commune, et celle du gouvernement (Gobierno Civil) pour circuler dans la province. Un Ordre Royal du 24 mai 1907 unifia les deux. La même année furent décidés les sigles de chaque province (ALB pour Albacete, CAC pour Cáceres, TO pour Tolède, etc.) et les dimensions des chiffres et des lettres.
Puis le nombre d'immatriculations passa de 54 véhicules par an entre 1901 et 1905 à 30 000 en 1926, puis à 260 000 à la fin des années 1950. Le système dut être changé. Les deux dernières immatriculations du système furent les numéros 960 985 à Madrid et 918 387 à Barcelone.

#### Abréviations des provinces et des villes autonomes en 1900
| Alava Albacete Alicante Almería Asturies (Oviedo) Ávila Badajoz Baléares (Palma de Majorque) Barcelone Biscaye Burgos Cáceres Cadix Cantabrie (Santander) Castellón Ciudad Real Cordoue Cuenca |  | VI AB A AL O AV BA PM B BI BU CC CA S CS CR CO CU |  | Gérone Grenade Guadalajara Guipuscoa (San Sebastian) Huelva Huesca Jaén La Corogne La Rioja (Logroño) Las Palmas León Lleida Lugo Madrid Málaga Murcie Navarre |  | GE GR GU SS H HU J C LO GC LE L LU M MA MU NA |  | Orense Palencia Pontevedra Salamanque Santa Cruz de Ténérife Saragosse Ségovie Séville Soria Tarragone Teruel Tolède Valence Valladolid Zamora Ceuta Melilla |  | OR P PO SA TF Z SG SE SO T TE TO V VA ZA CE ML |

### Plaques 1971

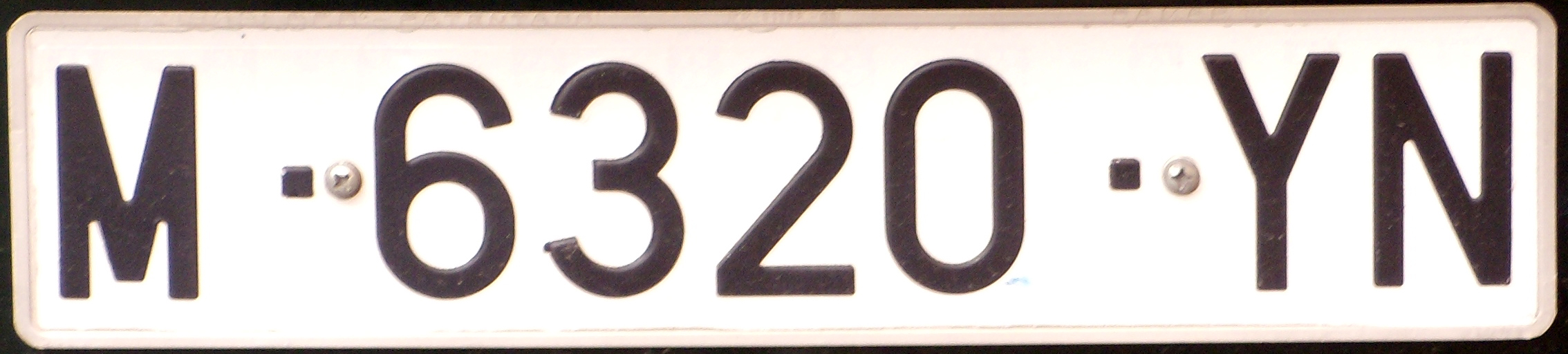
Plaque d'immatriculation espagnole du système 1971, ici de la communauté autonome de Madrid

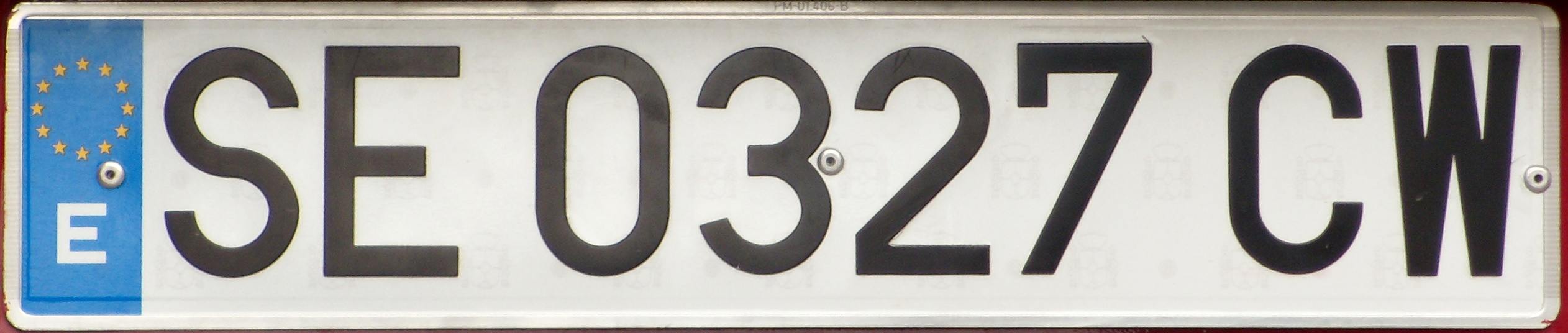
Plaque d'immatriculation espagnole du système 1971, version plus récente avec étoiles européennes et lettre "E", ici d'un véhicule de la province de Séville

Le 7 septembre 1971, un décret approuva le nouveau système d'immatriculation : fond blanc réfléchissant et trois groupes de caractères en noir et en relief, séparés ou non par un trait d'union, selon le modèle suivant :
- Premier groupe d'une ou deux lettres représentant la province (B pour Barcelone, M pour Madrid, SE pour Séville, etc.) ;
- Quatre chiffres de 0000 à 9999 ;
- Deuxième groupe d'une ou deux lettres (de A à ZZ), sauf voyelles en deuxième position (AA, BE, FI, PO) mais avec U (AU; BU; CU; DU; EU; etc.) sauf R, seulement por remorques, sauf Q

Un mois plus tard, le 7 octobre 1971, un premier véhicule (une Renault 4) fut immatriculée avec ce système et reçut le numéro M-0000-A.
Les plus récentes plaques de ce système présentent à gauche une bande bleue avec les étoiles européennes et le "E" espagnol.

#### Abréviations des provinces et des villes autonomes en 1971
| Alava Albacete Alicante Almería Asturias Ávila Badajoz Baleares Barcelona Vizcaya Burgos Cáceres Cadiz Cantabria Castellón Ciudad Real Córdoba Cuenca |  | VI AB A AL O AV BA PM jusqu'à 1997, puis IB B BI BU CC CA S CS CR CO CU |  | Girona Granada Guadalajara Guipúzcoa Huelva Huesca Jaén La Coruña La Rioja Las Palmas León Lleida Lugo Madrid Málaga Murcia Navarra Ourense (Orense) |  | GE jusqu'à 1991, puis GI GR GU SS H HU J C LO GC LE L LU M MA MU NA OR jusqu'à 1998, puis OU |  | Palencia Pontevedra Salamanque Sta Cruz de Tenerife Segovia Sevilla Soria Tarragona Teruel Toledo València Valladolid Zamora Zaragoza Ceuta Melilla |  | P PO SA TF SG SE SO T TE TO V VA ZA Z CE ML |

Les abréviations sont d'habitude la ou les premières lettres du nom de la province, ou une combinaison qui ne provoque pas confusion, comme CC pour Cáceres ou SG pour Segovia. Mais en certains cas l'abréviation de la capitale est utilisée. Par exemple: la capitale d'Alava est Vitoria; Asturias-Oviedo; Vizcaya-Bilbao; Cantabria-Santander; Guipúzcoa-San Sebastián; La Rioja (autrement appelée Logroño quand elle était une province de Castilla, et capitale Logroño); Las Palmas pour le nom complet Las Palmas de Gran Canaria. Les changements de GE (Gerona) par GI et OR (Orense) par OU sont dus à l'adaptation au catalan (Girona) et au galicien (Ourense) des noms. PM pour IB répondait aux plaintes des habitants des îles autre que Palma de Mallorca, répondant à l'appellation Îles Baléares. En tous les trois cas, il était possible de changer l'abréviation par la nouvelle (GE·1234·AB par GI·1234·AB, ou GE·123456 par GI·123456, ou PM·9876·A par IB·9876·A, ou OR·4444·T par OU·4444·T)

### Plaques 2000
En 2000, le système de 1971 atteignant ses limites (1 913 162 véhicules furent immatriculés en 1999 contre 521 240 en 1971), il dut à nouveau être changé. Le système actuel fut choisi, calqué sur le reste de l'Europe. Il doit permettre d'immatriculer 80 millions de véhicules.

## Sources
- www.dgt.es, « Matrícula europea para España » (consulté le 7 octobre 2008)
- www.sme-matriculas.es, « Sitio de las matrículas españolas » (consulté le 25 août 2009)
- www.matriculasdelmundo.com, « España. Matriculas del mundo » (consulté le 16 avril 2020)